# شرح لمعه
الروضة البِهیة فی شرح اللُمعة الدمشقیة معروف به شرح لمعه یک کتاب آموزشی در فقه امامیه و اثر مشترک شمس‌الدین محمد بن مکی معروف به شهید اول فقیه سدهٔ هشتم و زین‌الدین بن علی معروف به شهید ثانی فقیه جبل عاملی سدهٔ دهم هجری است. شهید ثانی در این کتاب، به شرح و بسط لمعه دمشقیه اثر شهید اول پرداخته‌ است. هر دو نویسنده کتاب را بر پایهٔ نظرات مشهور در فقه شیعه نوشته‌اند.
شرح لمعه یکی از مهمترین کتاب‌های آموزشی فقهی در حوزه‌های علمیه و دانشگاه‌ها و تنها کتاب درسی مشتمل بر تمام ابواب فقه است که در سطح یک حوزه‌ها تدریس می‌گردد. هرچند به تازگی در برخی حوزه‌ها کتاب «الدروس التمهیدیه» جایگزین شرح لمعه شده و برخی نویسندگان هم پیشنهاد داده‌اند که کتاب‌های دیگری مثل «العروة الوثقی» جایگزین این کتاب شود.
این کتاب بر نظام حقوقی ایران نیز بسیار تأثیرگذار بوده‌ است. علاوه بر آن که مهمترین منبع دروس «متون فقه» رشته تحصیلی حقوق در دانشگاه‌های ایران می‌باشد، منبع اصلی تدوین قانون مدنی ایران و یکی از مهمترین منابع در تدوین قانون مجازات اسلامی نیز به شمار می‌رود که علاوه بر محتوای قانون حتی جنبه‌های شکلی آن‌ها را نیز تحت تأثیر قرار داده‌است. ناصر کاتوزیان استاد حقوق خصوصی ایران در مورد اهمیت این کتاب می‌نویسد: «شرح لمعه از نظر اسلوب نگارش در میان سایر کتاب‌های فقهی ممتاز است؛ زیرا در عین حال که در بیان مطالب از به کار بردن کلمات زاید به دقت پرهیز شده، از نظر استدلال نیز چیزی از کتب مفصل کم ندارد. به همین جهت می‌توان گفت بهترین و جامع‌ترین کتاب‌های درسی است.»